# Skřinářov
Skřinářov (in tedesco Skrinarschow) è un comune ceco situato nel distretto di Žďár nad Sázavou, nella regione di Vysočina.